# Campionati mondiali di sollevamento pesi 2021 - 71 kg femminile
Le gare di sollevamento pesi della categoria fino a 71 kg femminile — pesi massimi leggeri — dei campionati mondiali del 2021 si sono svolte il 13 dicembre 2021 a Tashkent presso l'Uzbekistan Sport Complex.

## Programma
L'orario indicato corrisponde a quello uzbeko (UTC+05:00)
| Data             | Orario | Evento   |
| ---------------- | ------ | -------- |
| 13 dicembre 2021 | 08:30  | Gruppo C |
| 13 dicembre 2021 | 13:00  | Gruppo B |
| 13 dicembre 2021 | 19:00  | Gruppo A |

## Medagliate
Per ciascun esercizio, le prime tre classificate sono le seguenti:
| Esercizio | Oro             | Oro    | Argento       | Argento | Bronzo            | Bronzo |
| --------- | --------------- | ------ | ------------- | ------- | ----------------- | ------ |
| Strappo   | Evgeniia Guseva | 104 kg | Olivia Reeves | 104 kg  | Patricia Strenius | 104 kg |
| Slancio   | Meredith Alwine | 135 kg | Sarah Davies  | 132 kg  | Joy Ogbonne Eze   | 130 kg |
| Totale    | Meredith Alwine | 235 kg | Sarah Davies  | 234 kg  | Patricia Strenius | 231 kg |

## Record
Prima di questa competizione, i record mondiali esistenti erano i seguenti:
| Record mondiale | Strappo | Mondiale standard | 117 kg | —                     | 1º novembre 2018 |
| Record mondiale | Slancio | Zhang Wangli      | 152 kg | Aşgabat, Turkmenistan | 6 novembre 2018  |
| Record mondiale | Totale  | Zhang Wangli      | 267 kg | Aşgabat, Turkmenistan | 6 novembre 2018  |

## Risultati
| Pos. | Atleta                           | Gr. | Peso atleta | Strappo (kg) | Strappo (kg) | Strappo (kg) | Strappo (kg) | Slancio (kg) | Slancio (kg) | Slancio (kg) | Slancio (kg) | Totale   |
| Pos. | Atleta                           | Gr. | Peso atleta | 1            | 2            | 3            | Pos.         | 1            | 2            | 3            | Pos.         | Totale   |
| ---- | -------------------------------- | --- | ----------- | ------------ | ------------ | ------------ | ------------ | ------------ | ------------ | ------------ | ------------ | -------- |
|      | Meredith Alwine (USA)            | A   | 70.40       | 100          | 102          | 103          | 10           | 132          | 135          | 138          |              | 235      |
|      | Sarah Davies (GBR)               | A   | 70.50       | 96           | 99           | 102          | 7            | 126          | 129          | 132          |              | 234      |
|      | Patricia Strenius (SWE)          | A   | 70.10       | 98           | 101          | 104          |              | 127          | 130          | 130          | 5            | 231      |
| 4    | Olivia Reeves (USA)              | A   | 70.70       | 101          | 104          | 106          |              | 127          | 127          | 130          | 6            | 231      |
| 5    | Vanessa Sarno (PHI)              | A   | 70.40       | 95           | 101          | 103          | 5            | 128          | 131          | 131          | 4            | 231      |
| 6    | Joy Ogbonne Eze (NGR)            | B   | 69.40       | 95           | 100          | 104          | 9            | 118          | 127          | 130          |              | 230      |
| 7    | Kristel Macrohon (PHI)           | A   | 70.30       | 95           | 100          | 103          | 4            | 125          | 130          | 130          | 8            | 228      |
| 8    | Kumushkhon Fayzullaeva (UZB)     | A   | 70.50       | 99           | 102          | 105          | 6            | 126          | 130          | 131          | 7            | 228      |
| 9    | Gülnabat Kadyrowa (TKM)          | A   | 70.20       | 101          | 104          | 105          | 8            | 120          | 124          | 124          | 9            | 225      |
| 10   | Evgeniia Guseva (RWF)            | A   | 70.30       | 100          | 104          | 106          |              | 120          | 126          | 127          | 11           | 224      |
| 11   | Siriyakorn Khaipandung (THA)     | A   | 70.20       | 95           | 98           | 98           | 11           | 118          | 121          | 122          | 14           | 216      |
| 12   | Harjinder Kaur (IND)             | A   | 69.20       | 90           | 90           | 90           | 18           | 115          | 119          | 121          | 10           | 211      |
| 13   | Lalchhanhimi (IND)               | B   | 70.80       | 87           | 90           | 92           | 16           | 115          | 119          | 122          | 12           | 209      |
| 14   | Manon Angonese (BEL)             | B   | 70.30       | 87           | 90           | 92           | 15           | 110          | 114          | 117          | 18           | 206      |
| 15   | Shania Bedward (CAN)             | B   | 70.80       | 88           | 88           | 92           | 14           | 108          | 112          | 117          | 19           | 204      |
| 16   | Daniela Ivanova (LAT)            | B   | 69.40       | 85           | 88           | 88           | 20           | 110          | 114          | 116          | 16           | 204      |
| 17   | Nadia Burke (CAN)                | C   | 67.00       | 84           | 87           | 87           | 21           | 108          | 112          | 116          | 15           | 203      |
| 18   | Lijana Jakaitė (LTU)             | B   | 68.10       | 89           | 89           | 91           | 19           | 110          | 114          | 116          | 17           | 203      |
| 19   | Ebony Gorincu (AUS)              | B   | 70.80       | 85           | 85           | 90           | 23           | 110          | 115          | 118          | 13           | 203      |
| 20   | Eygló Fanndal Sturludóttir (ISL) | C   | 69.30       | 84           | 88           | 92           | 13           | 104          | 108          | 110          | 21           | 202      |
| 21   | Natalia Prișcepa (MDA)           | B   | 70.80       | 91           | 94           | 96           | 12           | 108          | 112          | 112          | 22           | 202      |
| 22   | Line Gude (DEN)                  | B   | 69.90       | 88           | 90           | 93           | 17           | 111          | 112          | 115          | 20           | 202      |
| 23   | Darcy Kay (AUS)                  | C   | 70.40       | 80           | 80           | 85           | 22           | 105          | 111          | 111          | 23           | 190      |
| 24   | Roberta Tabone (MLT)             | C   | 69.80       | 79           | 82           | 85           | 24           | 102          | 106          | 106          | 24           | 184      |
| 25   | D. T. Gurugama (SRI)             | C   | 69.00       | 65           | 70           | 74           | 25           | 85           | 91           | 94           | 25           | 168      |
| —    | Ilia Hernández (ESP)             | B   | 70.60       | 88           | 88           | 88           | —            | —            | —            | —            | —            | —        |
| —    | Milo O'Shea (GIB)                | C   | ritirata    | ritirata     | ritirata     | ritirata     | ritirata     | ritirata     | ritirata     | ritirata     | ritirata     | ritirata |
| —    | Gintarė Bražaitė (LTU)           | A   | ritirata    | ritirata     | ritirata     | ritirata     | ritirata     | ritirata     | ritirata     | ritirata     | ritirata     | ritirata |